# Alpinia conchigera
Espèce
Classification phylogénétique
Alpinia conchigera  est une espèce de plante herbacée vivace du genre Alpinia de la famille des Zingiberaceae, originaire d'une région qui s'étend de l'Est de l'Inde au Yunnan et à l'île de Sumatra.
La découverte de Alpinia conchigera fut faite par le botaniste britannique William Griffith (1810-1845) en Malaisie, à Malacca.
La publication de ses notes, ré arrangées par John McClelland fut faite à titre posthume de 1847 à 1854 sous le titre «Notulae ad Plantas Asiaticas» (Not. Pl. Asiat.), en 4 volumes.
Alpinia conchigera y est décrit en 1851 dans le volume 3, page 424.

## Noms locaux
- On le nomme localement en Malaysie sous différents noms:  "Langkunang", "Lengkuas geting", "Lengkuas genting", "Lengkuas ranting"
- En Thaï on le nomme  ข่าลิง   "Kha ling".
- En Vietnamien : "Loài conchigera"

## Utilisation
La Cardamomin est un type de chalcone naturelle isolée à partir de  Alpinia conchigera.

## Synonymes
Selon World Checklist of Selected Plant Families (WCSP) (13 oct. 2011) :
- Languas conchigera (Griff.) Burkill, (1930).
- Strobidia conchigera (Griff.) Kuntze, (1891).